# Dammartin-sur-Meuse
Dammartin-sur-Meuse és un municipi francès situat al departament de l'Alt Marne i a la regió del Gran Est. L'any 2007 tenia 221 habitants.

## Demografia

### Població
El 2007 la població de fet de Dammartin-sur-Meuse era de 221 persones. Hi havia 88 famílies de les quals 28 eren unipersonals (20 homes vivint sols i 8 dones vivint soles), 24 parelles sense fills, 32 parelles amb fills i 4 famílies monoparentals amb fills.
La població ha evolucionat segons el següent gràfic:
Habitants censats

### Habitatges
El 2007 hi havia 125 habitatges, 87 eren l'habitatge principal de la família, 11 eren segones residències i 28 estaven desocupats. 109 eren cases i 16 eren apartaments. Dels 87 habitatges principals, 56 estaven ocupats pels seus propietaris, 27 estaven llogats i ocupats pels llogaters i 4 estaven cedits a títol gratuït; 3 tenien una cambra, 6 en tenien dues, 11 en tenien tres, 27 en tenien quatre i 40 en tenien cinc o més. 82 habitatges disposaven pel capbaix d'una plaça de pàrquing. A 43 habitatges hi havia un automòbil i a 37 n'hi havia dos o més.

### Piràmide de població
La piràmide de població per edats i sexe el 2009 era:
| Homes | Edats   | Dones |
| ----- | ------- | ----- |
| 0     | 95 o +  | 0     |
| 0     | 90 a 94 | 4     |
| 4     | 85 a 89 | 0     |
| 4     | 80 a 84 | 0     |
| 0     | 75 a 79 | 4     |
| 4     | 70 a 74 | 4     |
| 4     | 65 a 69 | 4     |
| 4     | 60 a 64 | 16    |
| 4     | 55 a 59 | 4     |
| 4     | 50 a 54 | 4     |
| 4     | 45 a 49 | 12    |
| 8     | 40 a 44 | 4     |
| 16    | 35 a 39 | 4     |
| 4     | 30 a 34 | 8     |
| 8     | 25 a 29 | 4     |
| 4     | 20 a 24 | 4     |
| 20    | 15 a 19 | 4     |
| 4     | 10 a 14 | 4     |
| 4     | 5 a 9   | 4     |
| 4     | 0 a 4   | 0     |

## Economia
El 2007 la població en edat de treballar era de 139 persones, 97 eren actives i 42 eren inactives. De les 97 persones actives 87 estaven ocupades (56 homes i 31 dones) i 10 estaven aturades (4 homes i 6 dones). De les 42 persones inactives 13 estaven jubilades, 17 estaven estudiant i 12 estaven classificades com a «altres inactius».

### Ingressos
El 2009 a Dammartin-sur-Meuse hi havia 82 unitats fiscals que integraven 214 persones, la mediana anual d'ingressos fiscals per persona era de 14.646 €.

### Activitats econòmiques
Dels 10 establiments que hi havia el 2007, 1 era d'una empresa alimentària, 1 d'una empresa de fabricació d'altres productes industrials, 1 d'una empresa de construcció, 3 d'empreses de comerç i reparació d'automòbils, 1 d'una empresa d'hostatgeria i restauració i 3 d'empreses immobiliàries.
Dels 2 establiments de servei als particulars que hi havia el 2009, 1 era un electricista i 1 restaurant.
L'únic establiment comercial que hi havia el 2009 era una fleca.
L'any 2000 a Dammartin-sur-Meuse hi havia 12 explotacions agrícoles que ocupaven un total de 978 hectàrees.

## Equipaments sanitaris i escolars
El 2009 hi havia una escola elemental integrada dins d'un grup escolar amb les comunes properes formant una escola dispersa.

## Poblacions més properes
El següent diagrama mostra les poblacions més properes.